# Андрей
Андре́й (от др.-греч. Ἀνδρέας — «мужественный, храбрый») — мужское имя греческого происхождения.
Производные формы: Андрюха, Андрюша, Андрюня, Андрейка, Андря.
Отчества: Андреевич, Андреевна; разговорные формы отчеств: Андреич, Андревна.

## Именины
Православные именины (даты даны по григорианскому календарю):
- 26 января
- 17 февраля, 21 февраля
- 7 марта
- 28 апреля
- 31 мая
- 3 июня, 5 июня, 11 июня, 23 июня, 25 июня, 26 июня
- 3 июля, 13 июля, 17 июля, 19 июля, 22 июля, 25 июля
- 5 августа, 17 августа
- 1 сентября, 16 сентября, 19 сентября, 20 сентября, 23 сентября, 28 сентября
- 4 октября, 5 октября, 6 октября, 7 октября, 15 октября, 23 октября, 30 октября, 31 октября
- 9 ноября, 11 ноября
- 8 декабря, 10 декабря, 11 декабря, 13 декабря, 15 декабря, 16 декабря

В Исландии имя Андрей не разрешается давать детям. Специальный национальный реестр имён отклонил его, поскольку оно не соответствует канонам и правилам написания исландского языка. При этом в данном реестре есть пять вариантов имени Андрей, используемых представителями разных народов: Андреан, Андреас, Андэ, Андрес и собственно исландское Андри.

## Фамилии, образованные от имени
От имени Андрей образована одна из распространённых русских фамилий — Андреев.

## День в народном календаре
- Андреев день